# Brevipalpus absens
Brevipalpus absens är en spindeldjursart som beskrevs av De Leon 1965. Brevipalpus absens ingår i släktet Brevipalpus och familjen Tenuipalpidae. Inga underarter finns listade.